# Torre Entel
Torre Entel (deutsch „Entel-Turm“) ist ein 127,4 Meter hoher Fernsehturm mit einer Aussichtsplattform auf 83 Meter Höhe in Santiago de Chile. Der Turm befindet sich auf einer Seite der Avenida Libertador General Bernardo O’Higgins, der Hauptstraße der Stadt. Die Torre Entel wurde nach dem Baubeginn im Jahr 1970 nach vierjähriger Bauzeit 1974 fertiggestellt, sie gehört der Telefongesellschaft ENTEL Chile und dient als deren Kommunikationszentrum. Von seiner Einweihung war der Torre Entel bis 1996, dem Jahr der Einweihung des Torre Telefónica, war der Turm das höchste Gebäude des Landes.